# Lars Adaktusson
Lars Göran Peter Adaktusson (ur. 6 sierpnia 1955 w gminie Jönköping) – szwedzki dziennikarz i prezenter telewizyjny, poseł do Parlamentu Europejskiego VIII kadencji, deputowany krajowy.

## Życiorys
Z wykształcenia dziennikarz. Pracę zawodową zaczął jako dziennikarz w Sveriges Radio. Dołączył do redakcji lokalnego kanału P4 Dalarna w Falun. Następnie został zatrudniony w redakcji programu informacyjnego Ekoredaktionen, przez osiem lat pracował jako reporter polityczny i prezenter. W 1987 podjął pracę w Sveriges Television. Był m.in. korespondentem zagranicznym w Wiedniu oraz Waszyngtonie. W 2001 został wydawcą i prezenterem programu Agenda. W 2005 objął stanowisko korespondenta zagranicznego na Bliskim Wschodzie. Rok później odszedł z SVT, przechodząc do telewizji TV8 należącej do koncernu mediowego MTG. Wydawał tam program informacyjny sygnowany swoim nazwiskiem Adaktusson. W telewizji tej pracował do 2010, po czym zajął się głównie działalnością publicystyczną. W 2011 podjął pracę w stacji telewizyjnej Axess TV.
Zaangażował się również w działalność polityczną w ramach Chrześcijańskich Demokratów. W 2014 z ramienia tego ugrupowania został wybrany na eurodeputowanego VIII kadencji. W 2018 jako kandydat chadeków uzyskał mandat posła do Riksdagu.